# Clermont megye
Clermont megye az Amerikai Egyesült Államokban, azon belül Ohio államban található. Megyeszékhelye Batavia, legnagyobb városa Milford. Lakosainak száma 208 601 fő (2020. április 1.). Clermont megye Warren, Brown, Clinton, Bracken, Hamilton, Pendleton és Campbell megyékkel határos.

## Népesség
A megye népességének változása:
| Lakosok száma | 197 702 | 198 543 | 199 109 | 200 218 | 201 973 | 208 601 |
|               | 2010    | 2011    | 2012    | 2013    | 2015    | 2020    |